# دریک مارتین
دریک مارتین (انگلیسی: Derek Martin؛ زادهٔ ۱۱ آوریل ۱۹۳۳) بازیگر اهل بریتانیا است. وی بین سال‌های ۱۹۶۲ تا ۲۰۱۶ میلادی فعالیت می‌کرد.
از فیلم‌ها یا مجموعه‌های تلویزیونی که وی در آن‌ها نقش داشته‌است، می‌توان به رگتایم، اسکیمو نل، دزد جنسیت، سوئینی، کینگ و کسل، دکتر هو و ایست‌اندرز اشاره نمود.